# پمبنا (داکوتای شمالی)
پمبنا(به انگلیسی: Pembina) شهری در ایالت داکوتای شمالی کشور ایالات متحده آمریکا است که جمعیت آن در سرشماری سال ۲۰۱۰ میلادی، ۵۹۲ نفر بوده‌است.